# Панафриканізм

Територія поширення панафриканізму

Панафрикані́зм — ідейно-політичний рух, спочатку (кінець XIX — початок XX століття) з метою об'єднання африканців для боротьби проти расового гноблення; з 1950-х років — рух за визволення всіх народів Африки, згуртування визвольних сил у боротьбі з колоніалізмом і расизмом.

## Історія
Панафриканізм почав оформлятися на рубежі 19-20 ст. з ініціативи негритянської інтелігенції із США і Вест-Індії, яка вимагала припинення расової дискримінації та надання людям з чорною шкірою цивільних і політичних прав. Його подальший розвиток було пов'язано з активізацією сил, що виступили проти колоніального гніту в Африці. На перших чотирьох панафриканських конгресах (1919 — Париж, 1921 — Лондон, Брюссель і Париж, 1923 — Лондон і Лісабон, 1927 — Нью-Йорк — у роботі цих конгресів активну участь брав В. Дюбойс) відбувалася гостра ідейна боротьба між прихильниками радикального напряму, що вимагали звільнення африканських народів від ярма колоніалізму, і консервативними елементами, що виступали лише проти найбільш кричущих проявів колоніальної експлуатації в Африці і расової дискримінації в США. Основи сучасного панафриканізму заклав 5-й Панафриканский конгрес (Манчестер, 1945), в роботі якого нарівні з Дюбойсом активно брали участь Кваме Нкрума (Гана), Бенджамін Ннамді Азіківе (Нігерія), Джомо Кеніата (Кенія) та інші діячі африканського визвольного руху. Манчестерський конгрес розробив у загальних рисах практичну програму політичного звільнення Африки. Висунувши завдання звільнення всіх народів Африки незалежно від їх расової приналежності, панафриканський рух сприяв загальному піднесенню визвольної боротьби на африканському континенті. Після завоювання політичної незалежності більшістю африканських країн панафриканської ідеї починають втілюватися в налагодженні всебічних міжафриканських зв'язків і в підтримці рухів, які домагаються ліквідації колоніальних і расистських режимів.
На ідейній основі панафриканізму була створена (1963) Організація Африканської Єдності (нині Африканський Союз).

## Символи панафриканізму

Прапор панафриканізму

Панафриканський прапор, також відомий як прапор UNIA (Universal Negro Improvement Association), це триколірний прапор, що складається з трьох рівновеликих горизонтальних смуг: (зверху вниз) червоний, чорний і зелений. UNIA офіційно прийняв його 13 серпня 1920, під час місячної конвенції в Медісон-сквер-гарден у Нью-Йорку. Варіації прапора були використані в різних країнах Африки й Америки, щоб представити панафриканскі ідеології. Серед них прапори Малаві, Кенії, Сент-Кіттс і Невіс, Лівії.

## Відомі діячі
- Вільям Едуард Беркхардт Дюбойс

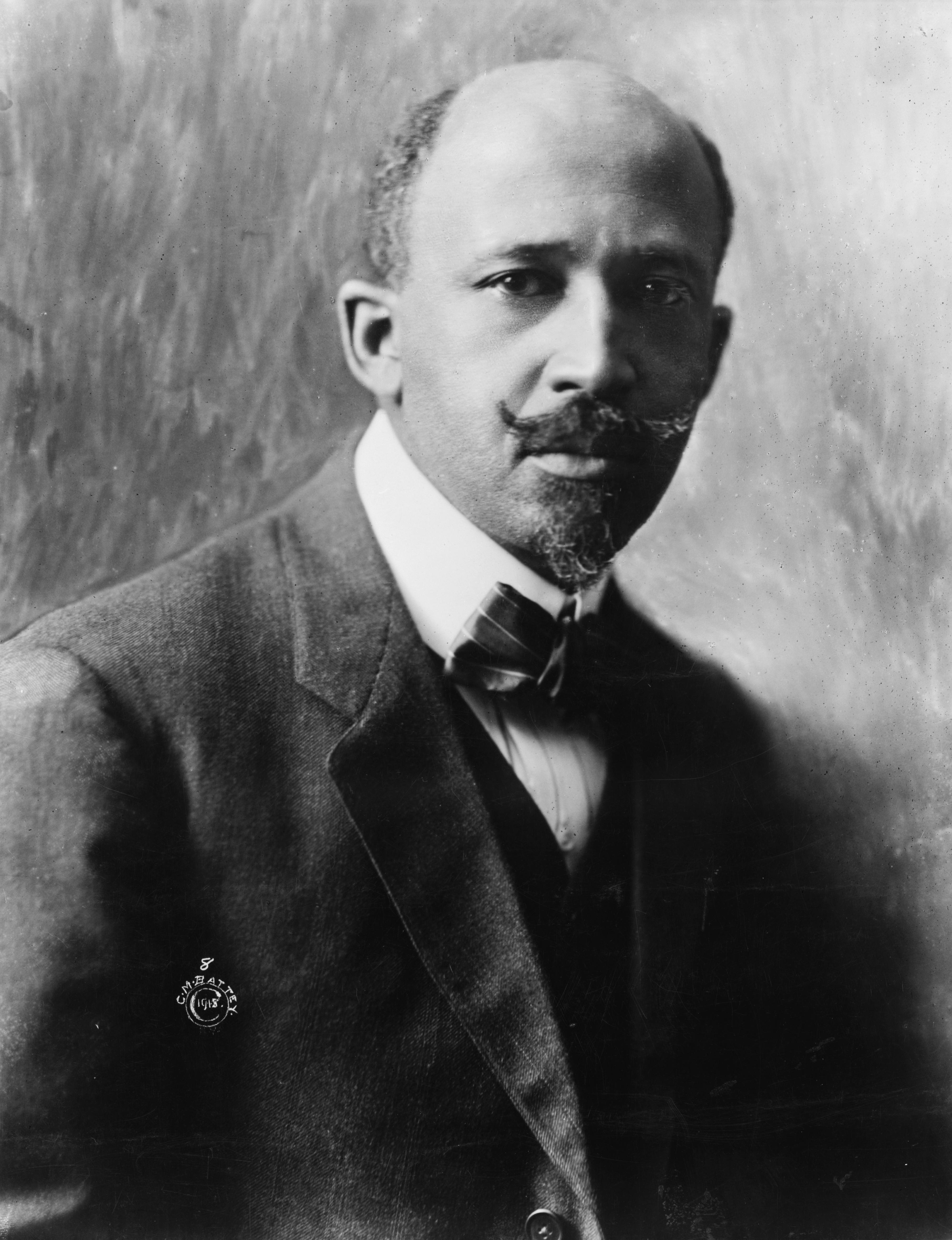
Вільям Дюбойс

- Джомо Кеніата — перший прем'єр-міністр в 1963—1964 і президент Кенії в 1964—1978. Вважається «батьком кенійської нації». В 1946 став головою Союзу африканців Кенії. В жовтні 1952 заарештований та осуджений на 7 років позбавлення волі за організацію повстання мау-мау. Очолював партизанську боротьбу за незалежність Кенії від Великої Британії. Після приходу до влади встановив однопартійну систему. Помер на посаді президента. Його наступником став віце-президент країни Даніель Арап Мої.
- Бенджамін Ннамді Азіківе— державний та політичний діяч Нігерії. Перший Президент незалежної Нігерії (1963—1966). Вищу освіту отримав в США. Прем'єр Східного району Нігерії (1954—1959). Після проголошення незалежності в 1960 році генерал-губернатор (1960—1963) та президент Першої республіки Нігерії (1963—1966). Знятий з посади в результаті військового перевороту. В 1978—1983 роках очолював Нігерійську народну партію. Автор праць з проблем політики та ідеології Нігерії та Африки.
- Френсіс Нвіа Кофі Кваме Нкрума — державний і політичний діяч та революціонер Гани, один із провідних борців за незалежність народів Африки. Нкрума був першим прем'єр-міністром (1957—1960) і першим президентом (1960—1966) незалежної Гани. Один з найвпливовіших діячів панафриканізму XX століття, один із засновників Організації Африканської Єдності та лауреат Ленінської премії миру 1963 року.